# Équipe d'Angleterre féminine de squash
L'équipe d'Angleterre féminine de squash représente l'Angleterre dans les compétitions internationales de squash et dirigée par England Squash & Racketball.
L'Angleterre est historiquement la puissance dominante dans le squash féminin avec sept titres mondiaux mais la compétition est féroce avec l'Australie jusqu'au milieu des années 2000 puis avec l'Égypte.
La domination européenne de l'Angleterre est écrasante avec 42 titres européens sur 44 éditions. L'équipe des Pays-Bas réussit l'exploit de les battre en demi-finale du championnat d'Europe 2010 avant de remporter le titre ainsi que l'équipe de France en 2019 avec Melissa Alves qui apporte le point décisif.

## Équipe actuelle
- Georgina Kennedy
- Sarah-Jane Perry
- Jasmine Hutton
- Lucy Turmel

## Palmarès championnats du monde de squash par équipes
| Année                    | Résultat    | Classement | G   | PL |
| ------------------------ | ----------- | ---------- | --- | -- |
| Toronto 1981             | Finale      | 2e         | 6   | 1  |
| Perth 1983               | Finale      | 2e         | 4   | 1  |
| Dublin 1985              | Champion    | 1re        | 8   | 0  |
| Auckland 1987            | Champion    | 1re        | 8   | 0  |
| Warmond 1989             | Champion    | 1re        | 6   | 0  |
| Sydney 1990              | Champion    | 1re        | 5   | 0  |
| Vancouver 1992           | Semi Finale | 3e         | 5   | 1  |
| Guernesey 1994           | Finale      | 2e         | 4   | 1  |
| Petaling Jaya 1996       | Finale      | 2e         | 5   | 1  |
| Stuttgart 1998           | Finale      | 2e         | 5   | 1  |
| Sheffield 2000           | Champion    | 1re        | 7   | 0  |
| Odense 2002              | Finale      | 2e         | 5   | 1  |
| Amsterdam 2004           | Finale      | 2e         | 6   | 1  |
| Edmonton 2006            | Champion    | 1re        | 6   | 0  |
| Le Caire 2008            | Finale      | 2e         | 6   | 1  |
| Palmerston North 2010    | Finale      | 2e         | 5   | 1  |
| Nîmes 2012               | Finale      | 2e         | 5   | 1  |
| Niagara-on-the-Lake 2014 | Champion    | 1re        | 7   | 0  |
| Issy-les-Moulineaux 2016 | Finale      | 2e         | 5   | 1  |
| Dalian 2018              | Finale      | 2e         | 5   | 1  |
| Total                    | 20/21       | 7 titres   | 108 | 12 |

,